# 謝罃
謝罃（1445年—？），字廷獻，直隸徽州府祁門縣人，明朝政治人物。

## 生平
成化四年（1468年）戊子科應天府鄉試第一百二十七名舉人。成化十七年（1481年）中式辛丑科會試第一百十二名，三甲第九名進士。由行人授河南道监察御史。正德三年（1508年），由廣東右布政使陞左布政使。

## 家族
曾祖謝子周，府知事；祖父謝顯克；父謝用和，母章氏；繼母王氏。具庆下。